# Relicina segregata
Relicina segregata är en lavart som beskrevs av Elix. Relicina segregata ingår i släktet Relicina och familjen Parmeliaceae.   Inga underarter finns listade i Catalogue of Life.